# Saint-Aubin-Épinay
Saint-Aubin-Épinay är en kommun i departementet Seine-Maritime i regionen Normandie i norra Frankrike. Kommunen ligger i kantonen Darnétal som tillhör arrondissementet Rouen. År 2022 hade Saint-Aubin-Épinay 1 016 invånare.

## Befolkningsutveckling
Antalet invånare i kommunen Saint-Aubin-Épinay
| Referens: INSEE |